# 빛은 어디에
"빛은 어디에"은 1975년에 개봉한 대한민국의 영화이다.

## 캐스팅
- 김희라
- 문경희
- 하명중
- 윤일봉
- 정혜선
- 김난영
- 한문정
- 최남현
- 장훈
- 김애경
- 소연
- 최삼
- 최석
- 조춘
- 손전
- 한태일
- 정미경
- 조학자
- 조명란
- 임성포